# Ernst Christoph Dressler
Ernst Christoph Dressler (Greußen, Turíngia, 13 d'agost de 1734 – Kassel, 6 d'abril de 1779) fou un compositor, tenor i teòric musical. Estudià a les universitats de Halle, Jena i Leipzig, i en aquesta última capital educà la seva veu i aprengué a tocar el violí. Després passà a Bayreuth, on perfeccionà sota la direcció del cèlebre Turgotti, ingressant poc temps després en la capella del marcgravi, amb el doble títol de secretari particular i mestre de música. Desenvolupà les mateixes funcions en la cort del duc de Gotha (1763), i en la del príncep de Fürstenberg (1767), i, finalment, es contractà en el teatre de l'Òpera de Cassel, treballant allà fins a la seva mort. Publicà diverses col·leccions de cants populars, i escriví les obres següents:
- Fragmente einiger Gedanken des musikalischen Zuschauers, die bessere Aufnahme der Musik in Deutschland betreffen (Gotha, 1767),
- Gedanken über die Vorstellung der Alcest (Frankfurt del Main i Leipzig, 1774) i Theaterschule für die Deutschen das erusthafte Singschauspiel betreffend (Hannover i Cassel, 1777).